# Sharmauli
Sharmauli (nep. शरमौली) – gaun wikas samiti w zachodniej części Nepalu w strefie Mahakali w dystrykcie Darchula. Według nepalskiego spisu powszechnego z 2001 roku liczył on 810 gospodarstw domowych i 4314 mieszkańców (2309 kobiet i 2005 mężczyzn).